# Krishnarajpet
Krishnarajpet is een panchayatdorp in het district Mandya van de Indiase staat Karnataka. 

## Demografie
Volgens de Indiase volkstelling van 2001 wonen er 22.473 mensen in Krishnarajpet, waarvan 51% mannelijk en 49% vrouwelijk is. De plaats heeft een alfabetiseringsgraad van 70%. 